# Férfi távolugrás a 2023-as atlétikai világbajnokságon
A 2023-as atlétikai világbajnokságon a férfi távolugrás selejtezőit augusztus 23-án, míg a döntőt augusztus 24-én rendezték meg Budapesten, a Nemzeti Atlétikai Központban.
A győzelmet a döntőben utolsó ugrásával, a verseny egyik legnagyobb esélyese, a 25 éves görög Miltiádisz Tendóglu nyerte meg, aki élete első világbajnoki aranyérmét szerezte meg ezzel az elsőséggel. A görög ugró már ötszörös bajnok kontinensszinten, két szabadtéri és három fedett pályás Európa-bajnoki címet szerzett. Olimpiai bajnok és fedett pályás világbajnok is, ezzel már nyolc aranyéremmel büszkélkedhet világversenyekről, és mindezt mindössze 25 évesen. Tendóglu jól kezdett, 8,50 métert ugrott és korán átvette a vezetést. De a jamaicai Wayne Pinnock – aki 8,54 méteres idei év legjobb és természetesen egyéni legjobb eredménnyel megnyerte a selejtezőkört – néhány perccel később 8,40 méteres nyitó ugrással válaszolt. A címvédő kínai Vang Csia-nan is jól kezdett, 8,05 métert ugrott, ám a második kör végén már nem volt benne a legjobb háromban, ugyanis a 2019-es világbajnok jamaicai Tajay Gayle 8,17 métert, míg a szintén jamaicai Carey McLeod pedig 8,27 métert ugrott, míg a görög belépett. 
Tendóglu a harmadik (8,39), majd az ötödik (8,30) sorozatban is csak megközelítette addigi legjobbját. Az érem várományosok pozíciói változatlanok maradtak a negyedik és az ötödik fordulóban. McLeodnak is volt egy meglehetősen látványos hibás ugrása a negyedik körben, magasan a levegőbe repült, de oldalt a gödörbe zuhant.
Tendóglu utolsó kísérletre 8,52 méterre repült, amire Pinnock nem tudott válaszolni 8,38 méterre ugrott, ami számára az ezüstéremhez volt elég. Az utolsó sorozatban Gayle is nagyot ugrott (8,27 métert), ezzel a harmadik és a negyedik helyen holtverseny alakult ki, viszont a második ugrás Gayle-nek kedvezett, így ő lett a bronzérmes.
Miltiádisz Tendóglu ezzel a győzelmével egyszerre birtokolja az olimpiai, a világ- és az Európa-bajnoki címet szabadtéren, valamint a világ- és a kontinensbajnoki címet fedett pályán.

## Rekordok
A versenyt megelőzően a következő rekordok voltak érvényben:
| Rekord                                                 | Versenyző és nemzetisége          | Időeredmény | Helyszín                            | Dátum               |
| ------------------------------------------------------ | --------------------------------- | ----------- | ----------------------------------- | ------------------- |
| Világrekord                                            | Mike Powell (USA)                 | 8,95 m      | Tokió, Japán                        | 1991. augusztus 30. |
| Világbajnoki rekord                                    | Mike Powell (USA)                 | 8,95 m      | Tokió, Japán                        | 1991. augusztus 30. |
| Világ legjobb idei eredménye                           | Jeswin Aldrin (IND)               | 8,42 m      | Ballari, India                      | 2023. március 2.    |
| Afrika rekord                                          | Luvo Manyonga (RSA)               | 8,65 m      | Potchefstroom, Dél-Afrika           | 2017. április 22.   |
| Ázsia rekord                                           | Mohamed Salman Al Khuwalidi (KSA) | 8,48 m      | Sotteville-lès-Rouen, Franciaország | 2006. július 2.     |
| Észak-, valamint Közép-Amerika és Karibi-térség rekord | Mike Powell (USA)                 | 8,95 m      | Tokió, Japán                        | 1991. augusztus 30. |
| Dél-Amerika rekord                                     | Irving Saladino (PAN)             | 8,73 m      | Hengelo, Hollandia                  | 2008. május 24.     |
| Európa rekord                                          | Robert Emmiyan (URS)              | 8,86 m      | Cahkadzor, Szovjetunió              | 1987. május 22.     |
| Óceániai rekord                                        | Mitchell Watt (AUS)               | 8.54 m      | Stockholm, Svédország               | 2011. július 29.    |

## Kvalifikációs rendszer
A világbajnokságnak erre a versenyszámára 8,25 méteres eredménnyel lehetett automatikus kvalifikációt kivívni.

## Időbeosztás
Az események időbeosztása helyi időben (UTC+2) a következők voltak:
| Dátum         | Kezdési időpont | Kör       |
| ------------- | --------------- | --------- |
| Augusztus 23. | 11:15           | Selejtező |
| Augusztus 24. | 19:30           | Döntő     |

## Rövidítések
| - WR: világrekord - CR: világbajnoki rekord - WL: világ legjobb eredménye 2023-ban - AR: kontinentális rekord - NR: országos rekord | - PB: egyéni legjobb eredménye - SB: 2023-ban az addigi legjobb eredménye - Q: eredmény alapján továbbjutott - q: helyezés alapján továbbjutott - NM: érvényes kísérlet nélkül - X: rontott kísérlet |

### Selejtező
A selejtezőt 2023. augusztus 23-án rendezték meg, melyeken a 39 versenyzőt 2 selejtezőcsoportra (A és B) osztották be, mindkettő 11:15-kor kezdődött. Minden selejtezőcsoportból a legalább 8,15 méteres selejtezőszintet elért versenyzők (  Q  ) valamint a selejtezőszintet el nem érők közül a legjobbak, de maximum 12-en (  q  ) kvalifikálták magukat a döntőbe.
Vastaggal a versenyző legjobb eredményét jelöltük
| Helyezés | Csoport | Név                      | Nemzetiség              | Kísérletek | Kísérletek | Kísérletek | Eredmény | Megjegyzés |
| Helyezés | Csoport | Név                      | Nemzetiség              | 1          | 2          | 3          | Eredmény | Megjegyzés |
| -------- | ------- | ------------------------ | ----------------------- | ---------- | ---------- | ---------- | -------- | ---------- |
| 1        | A       | Wayne Pinnock            | Jamaica                 | 8,54       | –          | –          | 8,54     | Q, WL      |
| 2        | A       | Vang Csia-nan            | Kína                    | 7,54       | 7,66       | 8,34       | 8,34     | Q, SB      |
| 3        | A       | Miltiádisz Tendóglu      | Görögország             | X          | 7,95       | 8,25       | 8,25     | Q          |
| 4        | B       | Carey McLeod             | Jamaica                 | 8,19       | –          | –          | 8,19     | Q          |
| 5        | B       | Alejandro Parada         | Kuba                    | 7,91       | 8,13       | –          | 8,13     | q          |
| 6        | B       | Simon Ehammer            | Svájc                   | 7,90       | 8,13       | X          | 8,13     | q          |
| 7        | B       | William Williams         | Egyesült Államok        | X          | 8,13       | –          | 8,13     | q          |
| 8        | B       | Tajay Gayle              | Jamaica                 | 7,84       | 7,68       | 8,12       | 8,12     | q          |
| 9        | A       | Radek Juška              | Csehország              | X          | 8,10       | –          | 8,10     | q          |
| 10       | A       | Marquis Dendy            | Egyesült Államok        | X          | 7,89       | 8,08       | 8,08     | q          |
| 11       | A       | Thobias Montler          | Svédország              | X          | 8,03       | X          | 8,03     | q          |
| 12       | B       | Jeswin Aldrin            | India                   | 8,00       | X          | X          | 8,00     | q          |
| 13       | A       | Christopher Mitrevski    | Ausztrália              | 7,82       | 7,99       | 6,72       | 7,99     | SB         |
| 14       | B       | Liam Adcock              | Ausztrália              | X          | 7,68       | 7,99       | 7,99     |            |
| 15       | B       | Mingkun Zhang            | Kína                    | X          | 7,97       | 7,75       | 7,97     |            |
| 16       | A       | Jarrion Lawson           | Egyesült Államok        | 7,96       | 7,94       | X          | 7,96     |            |
| 17       | A       | Juki Hasioka             | Japán                   | X          | 7,94       | X          | 7,94     |            |
| 18       | B       | Mattia Furlani           | Olaszország             | 7,66       | 7,47       | 7,85       | 7,85     |            |
| 19       | A       | Németh Mátyás            | Magyarország            | 7,79       | 7.47       | X          | 7,79     | PB         |
| 20       | B       | Henry Frayne             | Ausztrália              | 7,51       | 7,78       | X          | 7,78     |            |
| 21       | A       | Bozsidar Szarabojukov    | Bulgária                | 7,59       | 7,74       | 7,73       | 7,74     |            |
| 22       | A       | Murali Sreeshankar       | India                   | 7,74       | 7,66       | 6,70       | 7,74     |            |
| 23       | A       | Filip Pravdica           | Horvátország            | 7,25       | 7,74       | X          | 7,74     |            |
| 24       | A       | Emiliano Lasa            | Uruguay                 | 7,55       | 7,72       | 7,70       | 7,72     |            |
| 25       | B       | Jingkiang Zsang          | Kína                    | 7,64       | 7,62       | 7,44       | 7,64     |            |
| 26       | B       | Cheswill Johnson         | Dél-afrikai Köztársaság | 7,61       | X          | 6,24       | 7,61     |            |
| 27       | A       | Ming Taj Csan            | Hongkong                | 7,60       | X          | 7,40       | 7,60     |            |
| 28       | B       | Hiromicsi Josida         | Japán                   | X          | 7,60       | X          | 7,60     |            |
| 29       | A       | Chenoult Lionel Coetzee  | Namíbia                 | 7,30       | 7,18       | 7,55       | 7,55     |            |
| 30       | A       | José Luis Mandros        | Peru                    | X          | 7,53       | –          | 7,53     |            |
| 31       | B       | Ingar Bratseth-Kiplesund | Norvégia                | X          | 7,47       | 7,05       | 7,47     |            |
| 32       | B       | Soutarou Sirojama        | Japán                   | X          | 7,22       | 7,46       | 7,46     |            |
| 33       | A       | Mohammad Amin Alsalami   | Menekült sportolók      | 7,11       | 7,46       | X          | 7,46     |            |
| 34       | B       | Ju-Tang Lin              | Tajvan                  | 7,41       | 7,45       | 7,42       | 7,45     |            |
| 35       | A       | Jaime Guerra             | Spanyolország           | X          | 7,35       | X          | 7,35     |            |
| 36       | B       | Gabriel Bitan            | Románia                 | 7,32       | –          | –          | 7,32     |            |
| 37       | B       | Jules Pommery            | Franciaország           | X          | 7,23       | X          | 7,23     |            |
| 38       | A       | Anvar Anvarov            | Üzbegisztán             | X          | X          | X          | NM       |            |
| 39       | B       | LaQuan Nairn             | Bahama-szigetek         | X          | X          | X          | NM       |            |

### Döntő
A döntőt 2023. augusztus 24-én 19:30-kor rendezték meg. 
Az első 3 kísérlet után már csak az akkor legjobb 8 eredménnyel rendelkező sportoló folytathatta a versenyzést.
Vastaggal a versenyző legjobb eredményét jelöltük
| Helyezés | Versenyző           | Nemzetiség       | Kísérletek | Kísérletek | Kísérletek | Kísérletek | Kísérletek | Kísérletek | Eredmény | Megjegyzés |
| Helyezés | Versenyző           | Nemzetiség       | 1          | 2          | 3          | 4          | 5          | 6          | Eredmény | Megjegyzés |
| -------- | ------------------- | ---------------- | ---------- | ---------- | ---------- | ---------- | ---------- | ---------- | -------- | ---------- |
| 1        | Miltiádisz Tendóglu | Görögország      | 8,50       | X          | 8,39       | X          | 8,30       | 8,52       | 8,52     | SB         |
| 2        | Wayne Pinnock       | Jamaica          | 8,40       | 8,50       | 6,39       | 8,03       | 7,96       | 8,38       | 8,50     |            |
| 3        | Tajay Gayle         | Jamaica          | 6,50       | 8,17       | X          | X          | 8,11       | 8,27       | 8,27     | SB         |
| 4        | Carey McLeod        | Jamaica          | 7,90       | 8,27       | X          | 6,57       | –          | 7,19       | 8,27     |            |
| 5        | Vang Csia-nan       | Kína             | 8,05       | 8,02       | X          | 7,88       | X          | 7,91       | 8,05     |            |
| 6        | Thobias Montler     | Svédország       | 8,00       | 3,03       | X          | 7,92       | 7,87       | X          | 8,00     |            |
| 7        | Radek Juška         | Csehország       | 7,98       | X          | X          | 7,65       | 7,85       | X          | 7,98     |            |
| 8        | William Williams    | Egyesült Államok | 7,94       | 7,53       | X          | X          | X          | 7,60       | 7,94     |            |
| 9        | Simon Ehammer       | Svájc            | X          | X          | 7,87       |            |            |            | 7,87     |            |
| 10       | Alejandro Parada    | Kuba             | X          | 7,79       | 7,86       |            |            |            | 7,86     |            |
| 11       | Jeswin Aldrin       | India            | X          | X          | 7,77       |            |            |            | 7,77     |            |
| 12       | Marquis Dendy       | Egyesült Államok | 7,51       | 7,62       | –          |            |            |            | 7,62     |            |